# Geogarypus sagittatus
Espèce
Geogarypus sagittatus est une espèce de pseudoscorpions de la famille des Geogarypidae.

## Distribution
Cette espèce est endémique de Nouvelle-Guinée. Elle se rencontre en Indonésie en Nouvelle-Guinée occidentale et en Papouasie-Nouvelle-Guinée en Nouvelle-Guinée orientale.

## Description
La femelle holotype mesure 1,8 mm.
La femelle décrite par Novák et Harvey en 2018 mesure 1,43 mm.

## Publication originale
- Beier, 1965 : Die Pseudoscorpioniden Neu-Guineas und der benachbarten Inseln. Pacific Insects, vol. 7, no 4, p. 749-796 (texte intégral).